# Vladimír Darida
Vladimír Darida (Sokolov, Txecoslovàquia, 8 d'agost de 1990) és un futbolista txec que juga com a migcampista en el Hertha BSC de la 1. Bundesliga de Alemanya.

## Internacional
El 28 de maig de 2012, es va anunciar que Darida va ser convocat per la selecció txeca per l'Eurocopa 2012. Va reemplaçar al defensor lesionat Daniel Pudil. En el partit de quarts de final contra Portugal, va jugar el seu segon partit, el primer en un torneig oficial. Va reemplaçar al lesionat Rosický.
El 2016 fou convocat per l'Eurocopa de França.

### Participacions en Eurocopes
| Copa          | Seu               | Resultat        |
| ------------- | ----------------- | --------------- |
| Eurocopa 2012 | Polònia · Ucraïna | Quarts de final |
| Eurocopa 2016 | França            | Fase de grups   |

## Clubs
| Club                       | País     | Any       |
| -------------------------- | -------- | --------- |
| FC Viktoria Plzeň          | Txèquia  | 2010-2013 |
| → FK Baník Sokolov (cedit) | Txèquia  | 2011      |
| SC Friburg                 | Alemanya | 2013-2015 |
| Hertha BSC                 | Alemanya | 2015-     |

## Palmarès

### Campionats nacionals
| Títol                           | Club              | País    | Any  |
| ------------------------------- | ----------------- | ------- | ---- |
| Copa de la República Txeca      | FC Viktoria Plzeň | Txèquia | 2010 |
| Gambrinus lliga                 | FC Viktoria Plzeň | Txèquia | 2011 |
| Supercopa de la República Txeca | FC Viktoria Plzeň | Txèquia | 2011 |
| Gambrinus lliga                 | FC Viktoria Plzeň | Txèquia | 2013 |